# Johannes Grimelund

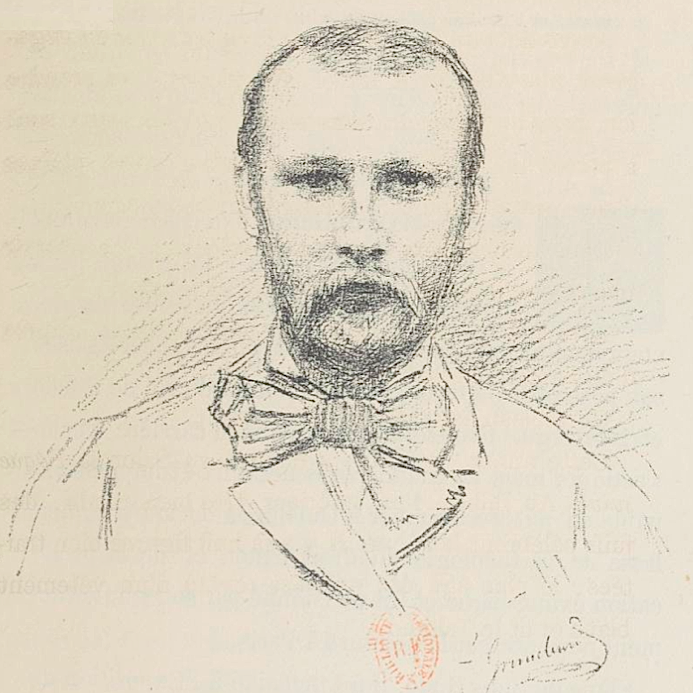
Johannes Grimelund, Selbstporträt, 1883

Johannes Martin Grimelund, auch Jean-Martin Grimelund (* 15. März 1842 in Aker bei Christiania, Norwegen; † 25. Oktober 1917 in Garches, Frankreich), war ein norwegischer Landschafts- und Marinemaler sowie Grafiker.

## Leben
Grimelund, Sohn des norwegischen Bischofs Andreas Grimelund (1812–1896) und dessen Ehefrau Julie Augusta Kjelsen (1819–1909), wurde 1865 Adjunkt an der Schule der Kathedrale von Trondheim. 1866 begann er ein Studium der Theologie. Während der Studienzeit besuchte er die Malschule von Johan Fredrik Eckersberg. Von 1867 bis 1871 arbeitete er als Lehrer an der Realschule von Trondheim. Auf einer Reise, die er 1869/1870 nach Italien unternahm, reifte in ihm der Gedanke, Maler zu werden. Sodann ging er für einige Monate nach Karlsruhe zu Hans Fredrik Gude, einem norwegischen Landschafts- und Marinemaler der Düsseldorfer Schule, der seit 1864 die Großherzoglich Badische Kunstschule leitete. Dieser ermutigte ihn in seinem künstlerischen Bestreben. Im Winter 1871/1872 schrieb sich Grimelund an der Karlsruher Kunstschule ein. Als Schüler Gudes begleitete er seinen Lehrer auf verschiedenen Studienreisen, etwa in den Schwarzwald (1872), an den Lysakerfjord (1873) und nach Bohuslän (1875, 1876). 1874/1875 legte Grimlund einen Studienaufenthalt in Düsseldorf ein.

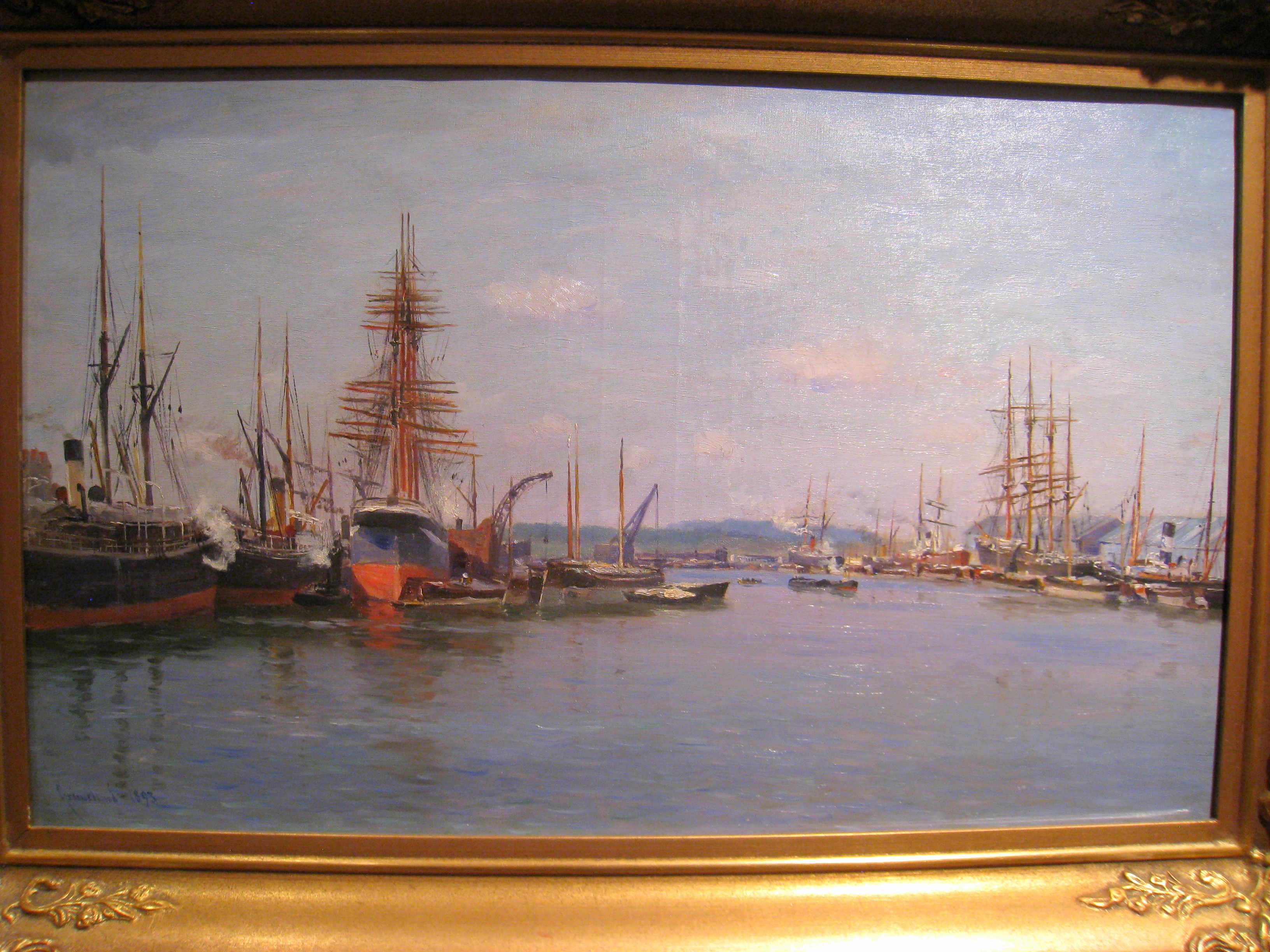
Fra Rouen Havn (Im Hafen von Rouen), 1893

Mit zwei Landschaftsbildern debütierte Grimelund 1872 auf einer Ausstellung des Kunstvereins von Christiania. Erfolgreich verkaufte er in der Folgezeit seine Gemälde, die damals sowohl deutsche als auch norwegische Motive darstellten, an Kunstvereine in Christiania, Bergen, Trondheim, Stockholm und Karlsruhe. Ein Bild, das er 1876 auf der Centennial Exhibition in Philadelphia ausstellte, errang dort eine Silbermedaille. Ab 1876 stellte er in Paris, wohin er 1875 seinen Wohnsitz verlegt hatte, auf dem Salon aus. Seit dieser Zeit ging er dazu über, in leuchtender Farbskala Küsten und Hafenszenen nord- und nordwesteuropäischer sowie südfranzösischer Orte zu malen.
1892 wurde Grimlund in die französische Ehrenlegion aufgenommen. 1907 ehrte ihn Haakon VII. mit dem Sankt-Olav-Orden.